# Crucianella transjordanica
Crucianella transjordanica là một loài thực vật có hoa trong họ Thiến thảo. Loài này được Rech.f. mô tả khoa học đầu tiên năm 1950.